# Groupement de recueil de l'information
 (décembre 2008).
Si vous disposez d'ouvrages ou d'articles de référence ou si vous connaissez des sites web de qualité traitant du thème abordé ici, merci de compléter l'article en donnant les références utiles à sa vérifiabilité et en les liant à la section « Notes et références ».
Pour les articles homonymes, voir GRI.
Le groupement de recueil de l'information (GRI) était une unité de l'Armée de terre française  chargée de recueillir des renseignements d'origine humaine (HUMINT) de niveau opératif, tactique et stratégique sur les théâtres d'opération et les zones de conflit.  
Directement subordonné à la brigade de renseignement, ses principales missions consistaient a animer des réseaux de contacts sur les différentes zones de déploiement ainsi que l'interrogatoire de prisonniers de guerre et le debriefing de ressortissants français.  
Ses personnels, appelés capteurs humains, pouvaient intégrer le groupement après une sélection où les qualités mentales et psychologiques étaient mises à rude épreuve.
Le personnel ayant satisfait aux test de sélection subissaient une formation de 6 à 7 mois basée sur l'enseignement de techniques de communication, techniques de manipulation, ainsi que des techniques d'interrogatoire de prisonniers de guerre ou de personnes capturées. Cette formation était validée par le déploiement sur des théâtres d'opération.
Zones de deploiement des capteurs du GRI:
- Kosovo (OTAN)
- Bosnie (OTAN)
- Afghanistan (OTAN)
- Liban (ONU)
- Pays Africains dans le cadre d'opérations d'évacuation de ressortissants français.
Le GRI était basé à Montigny-lès-Metz.
L'unité est dissoute le 1er août 2010, dans le cadre de la restructuration de l'armée de terre. Ses personnels ont rejoint le 2e régiment de hussards. 